# Somkiat Chantra
Somkiat Chantra (* 15. Dezember 1998 in Chon Buri) ist ein thailändischer Motorradrennfahrer, der aktuell für das IDEMITSU LCR Honda Team in der MotoGP-Klasse der Motorrad-Weltmeisterschaft an den Start geht.

## Karriere
2018 gab Chantra im Alter von 19 Jahren beim Großen Preis von Thailand sein Debüt in der Motorrad-Weltmeisterschaft. Er startete in der Moto3-Klasse auf einer Honda mit einer Wildcard für AP Honda Racing Thailand. Von Startplatz 24 beendete er das Rennen als Neunter und holte auf Anhieb sieben WM-Punkte. Die Saison schloss er als 33. ab.
Das IDEMITSU Honda Team Asia verpflichtete Chantra für die Saison 2019 als Stammfahrer in der Moto2-Klasse. Sein Teamkollege ist der Indonesier Dimas Ekky Pratama. Beim zweiten Rennen holte Chantra als Zehnter seinen ersten Punkte in der mittleren Klasse.

## Statistik

### Erfolge
- 2016 – Gewinner des Asia Talent Cups
- 2 Grand-Prix-Siege

### In der Motorrad-Weltmeisterschaft
(Stand: Großer Preis von Tschechien, 20. Juli 2025)
| Saison | Klasse | Team                     | Motorrad     | Rennen | Siege | Zweiter | Dritter | Poles | Schn. Rennrunden | Punkte | Ergebnis |
| ------ | ------ | ------------------------ | ------------ | ------ | ----- | ------- | ------- | ----- | ---------------- | ------ | -------- |
| 2018   | Moto3  | AP Honda Racing Thailand | Honda        | 1      | –     | –       | –       | –     | –                | 7      | 33.      |
| 2019   | Moto2  | IDEMITSU Honda Team Asia | Kalex        | 16     | –     | –       | –       | –     | –                | 23     | 21.      |
| 2020   | Moto2  | IDEMITSU Honda Team Asia | Kalex        | 15     | –     | –       | –       | –     | –                | 10     | 23.      |
| 2021   | Moto2  | IDEMITSU Honda Team Asia | Kalex        | 18     | –     | –       | –       | –     | 1                | 37     | 18.      |
| 2022   | Moto2  | IDEMITSU Honda Team Asia | Kalex        | 19     | 1     | 2       | 1       | 1     | 1                | 128    | 10.      |
| 2023   | Moto2  | IDEMITSU Honda Team Asia | Kalex        | 20     | 1     | –       | 1       | 1     | 1                | 173,5  | 6.       |
| 2024   | Moto2  | IDEMITSU Honda Team Asia | Kalex        | 18     | –     | –       | –       | –     | –                | 104    | 12.      |
| 2025   | MotoGP | LCR Honda Idemitsu       | Honda RC213V | 9      | –     | –       | –       | –     | –                | 1      | 26.      |
| Gesamt | Gesamt | Gesamt                   | Gesamt       | 115    | 2     | 2       | 2       | 2     | 3                | 477,5  |          |

Grand-Prix-Siege
| Saison | Klasse | Rennen     |
| ------ | ------ | ---------- |
| 2022   | Moto2  | Indonesien |
| 2023   | Moto2  | Japan      |